# Такахасі Хірокі
Хірокі Такахаші (яп. 高橋広樹; 7 вересня 1974, Адачі, Японія) — відомий японський сейю. Озвучив більш ніж 50 аніме з 1996-го року по 2012-й рік, нвйбільш відомі з яких включають Loveless, Хеталія і країни Осі, Кланнад, Зошит смерті. Входив до складу музичного гурту сейю «Cap to Bin» (яп. キャップと瓶).

## Ролі

### 2012
- Дуже приємно, Бог [ТВ] — Отохіко,
- Принц тенісу [ТВ-2] — Ейдзі Кікумару,

### 2011
- Вельзевул [ТВ] — Даймао,

### 2010
- Вельзевул OVA — Даймао,
- Окультна Академія — Смайл,

### 2009
- Трапеція — Сейдзі Іно (еп. 7),
- Fight Ippatsu! Juuden-chan!! — Сенто Омі,
- Принц тенісу OVA-4 — Ейдзі Кікумару,
- 07-Ghost — Король,
- Вуличний боєць IV OVA-1 — Рю,
- Хеталія і країни Осі ONA — Японія,

### 2008
- Принц тенісу OVA-3 — Ейдзі Кікумару,
- Бліч — Кенрю (філлери),
- Шкільний переполох OVA-2 — Кендзі Харима,
- Анжеліка [ТВ-4] — Рейн,
- RD Sennou Chousashitsu — Сота Аой,
- Блиск скла — Джей-Джей,
- Анжеліка [ТВ-3] — Рейн,
- Бізгеймер — Кадзуо Сайто,

### 2007
- Райдужні краплі — Мацуда,
- Принц тенісу OVA-2 — Ейдзі Кікумару,
- Moonlight Mile: 1st Season — Lift off — Косуке Савамура,

### 2006
- Tokyo Tribe 2 — Наміхіра,
- Вчитель-мафіозі Реборн! — Скуало,
- Sumomomo Momomo: Chijou Saikyou no Yome — Кодзі Інудзука,
- Юний майстер Інь—Ян — Рікуго,
- Тремтячі спогади [ТВ] — Коя Інукай,
- Рей — Тосіакі Сінояма,
- Нана [ТВ] — Седзі,
- Шкільний переполох (другий сезон) — Кендзі Харіма,
- Принц тенісу OVA-1 — Ейдзі Кікумару,

### 2005
- Шкільний переполох OVA-1 — Кендзі Харіма,
- Growlanser IV: Wayfarer of the Time — Крістофер Ордінале,
- Futari wa Precure Max Heart — Пісадо,
- Tennis no Ouji-sama: Atobe Kara no Okurimono — Kimi ni Sasageru Tenipri Matsuri — Ейдзі Кікумару,
- Принц тенісу (фільм перший) — Ейдзі Кікумару,
- Loveless — Кінка,

### 2004
- Мобільний воїн Гандан: Доля покоління [ТВ] — Артур Трін,
- Тактика — Едвардс,
- Шкільний переполох (перший сезон) — Кендзі Харима,
- Самурай Ган — Сутекіті,
- Югіо! (фільм другий) — Кацуя Дзеноті,
- Gekijouban Konjiki no Gash Bell!! 101 Banme no Mamono — Парко Фольгоре,
- Tsuki wa Higashi ni Hi wa Nishi ni: Operation Sanctuary — Кодзі,
- Час битв — Якумо Муцу (Перша Арка),
- Мисливець х Мисливець OVA-3 — Хісокі,
- Лицарі Зодіаку (фільм п'ятий) — Одіссей,
- Futari wa Precure — Пісадо,
- Burn Up Scramble — Юдзі Нару,
- Зона 88 [ТВ] — Сакі Ваштал,

### 2003
- Бойовий програмер СІРАСЕ — Хідекі,
- Папуа [ТВ-2] — Рікіддо,
- Ві Дюран — Гей,
- Konjiki no Gash Bell!! — Парко Фольгоре,
- Мисливець х Мисливець OVA-2 — Хісокі,

### 2002
- Bomberman Jetters — Майті/Макс,
- Samurai Deeper Kyo — Кацуіе Сібата/Сюдзі Нісіо,
- Whistle! — До Кадзамацурі,
- У пошуках Повного Місяця [ТВ] — Аой Кога (батько Міцукі),
- Мисливець х Мисливець OVA-1 — Хісокі,

### 2001
- Vampiyan Kids — Шок,
- Принц тенісу [ТВ-1] — Ейдзі Кікумару,
- Щаслива обитель для горностая — Акіхи Цукахара,
- Чарівна дівчинка—кішка Таруто — Іорі Монака,
- Прочитай або вмри OVA — Гендзі Сандзо,
- Галактичний ангел [ТВ-1] — Алан Кінкейд,
- Chou Gals! Kotobuki Ran — Ямато Котобукі,
- Digimon Tamers — Імпмон,

### 2000
- Югіо! [ТВ-2] — Кацуя Дзеноті,
- Transformers: Car Robots — гільдія,
- Маямі Ганз — Косуке/Ентоні,

### 1999
- Мисливець х Мисливець [ТВ-1] — Хісокі,
- Коректор Юи — Контроль,

### 1998
- Hatsumei Boy Kanipan — Намуре,
- Мистецтво тіні [ТВ] — Король Ашубал,

### 1997
- Дивовижний світ Ель-Хазард OVA-2 — Бугром,

### 1996
- Квіточки після ягідок [ТВ] — Дзюнпей Орібе,

### 1995
- Ель-Хазард: Мандрівники — Ікура,
- Тенті — зайвий! [ТВ-1] — Капітан GP,

### 1994
- Макросс 7 [ТВ] — Кінрю.

## Змішані ролі

### 2008
- Анжеліка [ТВ-4] — вокал [SILENT DESTINY]
- Анжеліка [ТВ-3] — вокал [Joy to the World]
- Бізгеймер — вокал [NO NAME]
- Бізгеймер — вокал [Train (еп. 3)]

### 2007
- Принц тенісу OVA-2 — вокал [Thank you!!]

### 2005
- Шкільний переполох OVA-1 — вокал [Ginga Ensen `05 (еп. 1)]
- Tennis no Ouji-sama: Atobe Kara no Okurimono — Kimi ni Sasageru Tenipri Matsuri — вокал [Departures]